# Fuchsbach (Schrakelbach)
Der Fuchsbach ist nach der regionalen Tradition und auf dem Kartendienst des Landschaftsinformationssystems der Naturschutzverwaltung Rheinland-Pfalz (LANIS) ein gut 9,8 km langer Wasserlauf und linker Zufluss des Schrakelbachs in der nördlichen Vorderpfalz (Rheinland-Pfalz). In seinem Quellgebiet wird das Gewässer, der mundartlichen Spracheigentümlichkeit folgend, oft die Fuchsbach genannt.
Auf aktuellen Karten der Wasserwirtschaftsverwaltung Rheinland-Pfalz (WW) ist der Oberlauf des Fuchsbachs in Freinsheimer Bach umbenannt,
und zwar bis zur Einmündung seines einzigen starken Zuflusses, des von links kommenden Talweidgrabens. Dieser ist beim Zusammenfluss 4,46 km lang, während der herkömmliche Fuchsbach an dieser Stelle 2,916 km Länge aufweist. Offenbar wegen der Längendifferenz von 1,5 km hat die Wasserwirtschaftsverwaltung Rheinland-Pfalz den – vor Ort gleichwohl weiter gebräuchlichen – Namen Talweidgraben von ihren Karten gestrichen und nennt Talweidgraben plus Mittel- und Unterlauf des Fuchsbachs nun Fuchsbach. Diesem schreibt sie 11,373 km Länge zu; daraus resultiert als Quellort (⊙) die südöstliche Feldgemarkung von Herxheim am Berg.

## Geographie

### Verlauf
Im Gegensatz zur einleitend erwähnten Quelle (⊙) nach WW liegt der nach LANIS geltende Quellort des Fuchsbachs in der Kleinstadt Freinsheim (⊙), und zwar knapp 100 m südöstlich des ehemaligen Wasserwerks auf einer Höhe von 106 m ü. NHN im Graben der Wasserburg, die 1689 im Pfälzischen Erbfolgekrieg durch französische Truppen zerstört wurde.
Sich stets in östlicher bis nordöstlicher Richtung bewegend durchfließt der Fuchsbach zunächst Freinsheim, anschließend die Ortsgemeinden Weisenheim am Sand, wo auch der Zusammenfluss mit dem Talweidgraben erfolgt (⊙), und Lambsheim (⊙). Östlich von Lambsheim knickte der Bach schon immer nach links ab (⊙). Seit 1970 wird dort der größte Teil des Fuchsbachwassers nach links in den Schrakelbach eingeleitet, einen rechten Zufluss des Eckbachs; ein kleinerer Teil fließt nach rechts zur Isenach. Zugleich wurde der ursprüngliche Fuchsbach in der Kernstadt von Frankenthal verrohrt und verschwand im Untergrund.
Der nach links führende jetzige Hauptarm des Fuchsbachs verliert gleich unterhalb von Lambsheim einen weiteren Teil seines Wassers durch einen Abzweig nach links (⊙), der als (Oberer) Talgraben nach Norden fließt und nach 4 km in Heßheim als Nachtweidgraben von links in den Schrakelbach mündet. Der nach dem Abzweig verbleibende Fuchsbach passiert anschließend ohne oberirdische Verbindung den Lambsheimer Weiher (⊙), einen Badesee mit Bewirtschaftung, auf der nordwestlichen Seite und unterquert in nordöstlicher Richtung die Autobahn 61 (⊙).
Die Fuchsbachmündung in den Schrakelbach (⊙) liegt auf einer Höhe von 93 m ü. NHN beim zu Frankenthal gehörenden Weiler Hahnenhof neben der Landesstraße 522 (Lambsheim–Frankenthal).

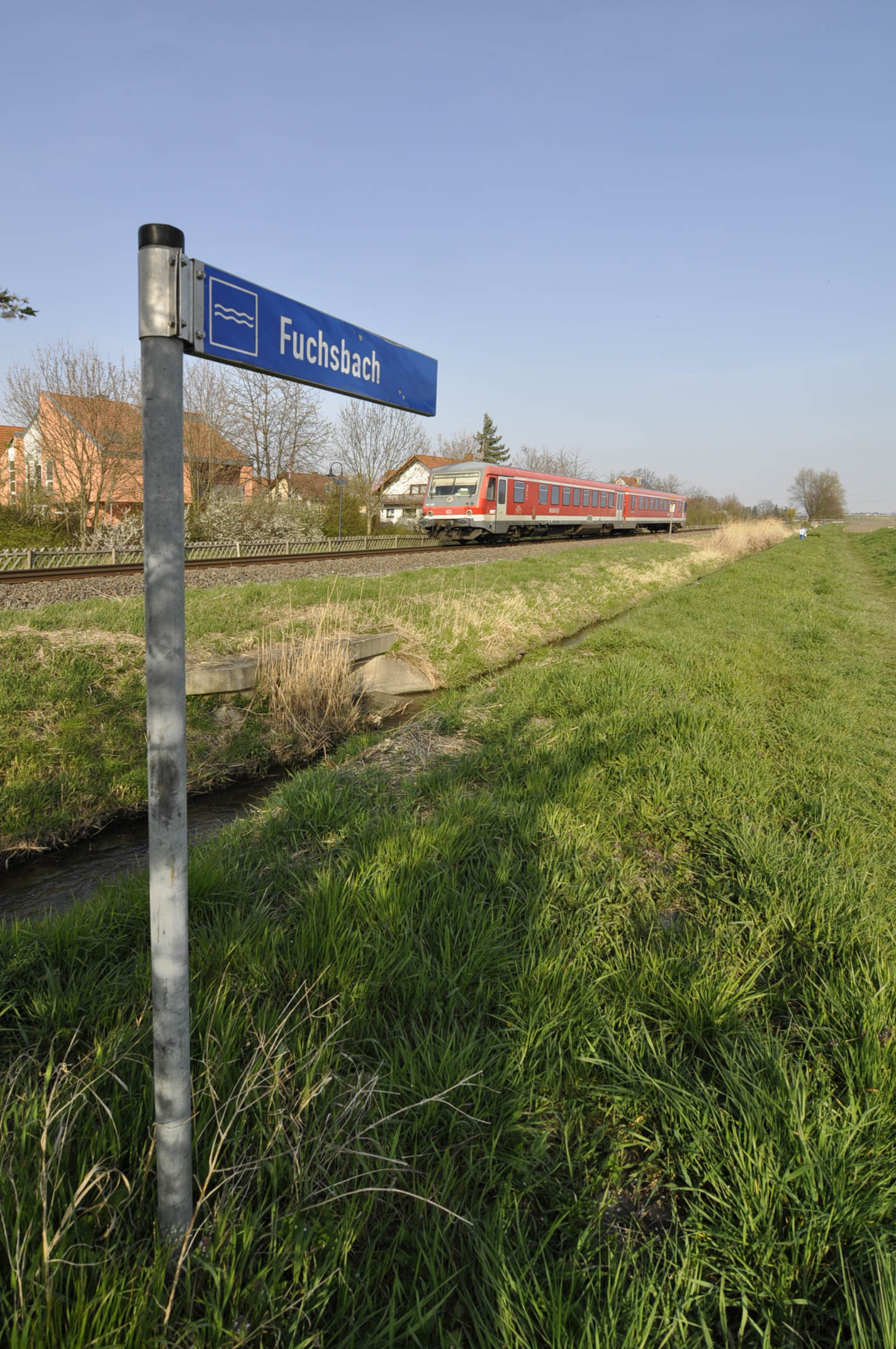
Fuchsbach neben der Bahnstrecke bei Lambsheim
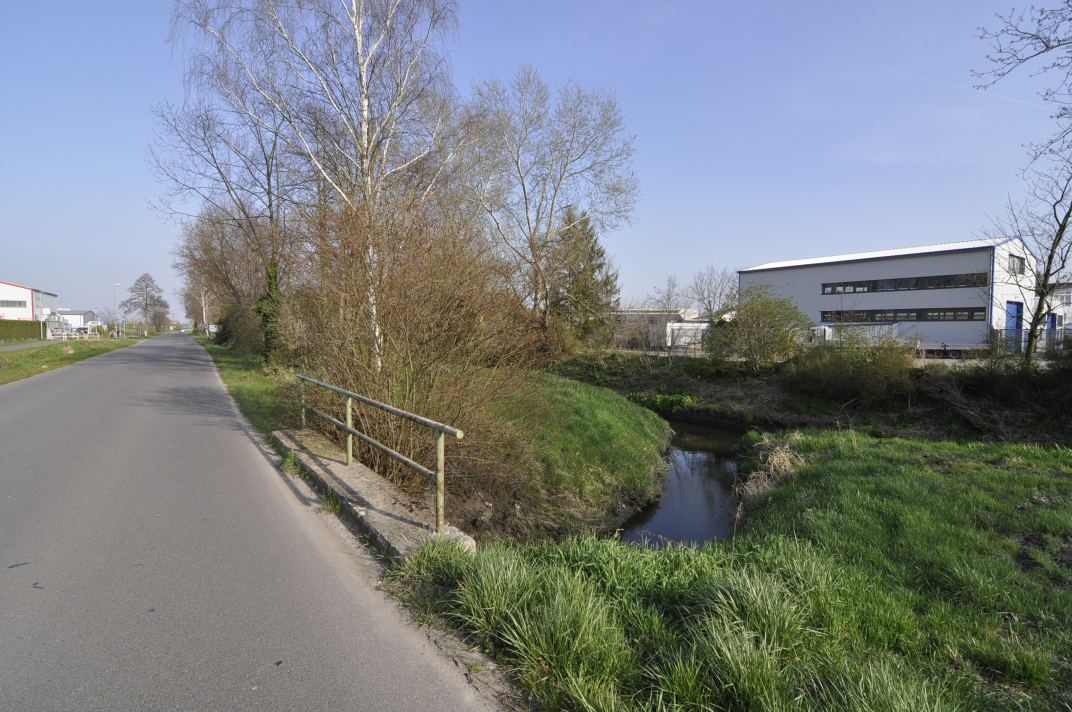
Rechter Fuchsbach-Mündungsarm zur Isenach

### Zuflüsse
Der Fuchsbach hat nur einen nennenswerten Zufluss, den 4,5 km langen, am Ortseingang von Weisenheim am Sand von links zulaufenden Talweid(en)graben, der seinerseits zuvor von links vom 2,7 km langen Sauborngraben gespeist wird. In neuerer Zeit wird der Talweidgraben durch die Wasserwirtschaftsverwaltung Rheinland-Pfalz offenbar als Hauptoberlauf des Fuchsbach-Systems angesehen.

## Geschichte
Seine geologische Abflussrinne führte bis zum Ende des 18. Jahrhunderts den Bach vom Hahnenhof aus durch Frankenthal und über die Gemarkung des heutigen Ludwigshafener Ortsteils Pfingstweide direkt zum Rhein. Zwischen 1772 und 1781 wurde das Bachbett unterhalb von Frankenthal zum – heute trockengelegten – Kanal vertieft, um der Stadt die Anlage ihres Kanalhafens zu ermöglichen. Zur Wasserlieferung wurde auch die stärkere Isenach nach Norden in den Kanal umgeleitet, so dass der Fuchsbach deren linker Zufluss wurde. Dies blieb so bis zu den im Abschnitt → Verlauf erwähnten Veränderungen im Jahr 1970.